# Aliabad (Verwaltungsbezirk)
Aliabad (persisch شهرستان علی آباد, DMG ʿAliyābād) ist ein Schahrestan in der Provinz Golestan im Iran. Er enthält die Stadt Aliabad, welche die Hauptstadt des Verwaltungsbezirks ist. 

## Kreise
- Zentral (بخش مرکزی)
- Kamalan (بخش کمالان)

## Demografie
Bei der Volkszählung 2016 betrug die Einwohnerzahl des Schahrestan 140.709. Die Alphabetisierung lag bei 84 Prozent der Bevölkerung. Knapp 57 Prozent der Bevölkerung lebten in urbanen Regionen.
| Zensusjahr | Einwohnerzahl |
| ---------- | ------------- |
| 2011       | 132.757       |
| 2016       | 140.709       |